# Fliszár János
Fliszár János (szlovénül Janoš Flisar) (Salamon, 1856. június 21. – Muraszombat, 1947. június 21.) magyarországi szlovén műfordító, költő, újságíró és tanító.

## Élete és munkássága
Fliszár evangélikus parasztcsaládban született Fliszár Miklós és Zsibrik Ilona gyerekeként a mai Salamon faluban (ma Šalamenci, Szlovénia). 1862-től tanult a pucinczi (battyándi) iskolában, majd a Kőszeghez közeli Nemescsón. 1868-tól a soproni evangélikus líceum hallgatójaként tanári pályára készült és 1875. június 25-én kitűnő eredménnyel vizsgázott. Alig négy hónap múlva Tótkeresztúron (ma Križevci, Szlovénia) kapott állást, ahol egyben kántora is volt a településnek. Itt egy faiskolát is vezetett, és a falu vezetőségében is helyet kapott. Apósa Berke János evangélikus lelkész és író volt, 1878-tól. Feleségét 1905-ben vesztette el.

1911-ben nyugdíjazták és a Vas vármegyei tanfelügyelőség elismeréssel akarta jutalmazni, de ezt nem fogadta el. Nyugdíjba vonulása után Muraszombatban (ma Murska Sobota, Szlovénia) telepedett le. Elismert szőlő- és gyümölcstermesztő volt. Dolgozott a Muravidéki Banknak, 1923-ban pedig a muraszombati diákotthon vezetője lett.
Költőként és műfordítóként egyaránt remekelt. Vend nyelvre fordította Arany János, Petőfi Sándor, Mikszáth Kálmán és Jókai Mór műveit, s szerkesztője volt az Augustich Imre alapította Prijátel c. lapnak, azt követően a Muraszombat és Vidéke c. lapnak fordított szlovén cikkeket.

A trianoni békeszerződést következményeként lakhelye Jugoszláviához került, és híve lett a revíziónak, valamint az irredentizmusnak. Részben ennek jegyében írta meg a Vogrszki-vendiski recsnik i vendiski-vogrszki recsnik (Magyar-vend és vend-magyar szótár) című művét, amely egy eredeti kéziratos, 50 ezer szót tartalmazó vend nyelven szóló szótárnak a kisebbített változata. Noha a vend névvel jelöli a szótárt, amit vendül is leír, noha ilyen szó nem is volt soha a vend nyelvben (mivel magukat szlovénnek határozzák meg a nyelv beszélői), azt azonban még ő is elismeri, hogy a lakosság magát szlovenci névvel minősíti és a szótárban is apróbetűkkel megjegyzi, hogy a vend a vogrszkiszlovénszki (magyarországi szlovén), vagy sztári szlovenszki magyarul ó-szlovén nyelv. Tulajdonképpen a vend név itt tudományos jelleggel szerepel, ugyanis a 18–19. századi tudományos munkák a magyarországi szlovéneket vandáloknak nevezték. Fliszár is ennek megfelelően írja a vend nevet, nem irredenta, megosztó célból, hogy elkülönítse őket a szlovénoktól. Maga a szótár sem távolodik el a szlovén nyelvtől, mivel jelentősen épített Fliszár a köznyelvre és későbbi munkáiban ő is közeledett a szlovén nyelvhez. Szerkesztette vendül Evangelicsanszki kalendar és Luther kalendar címen naptárakat, amiben számos magyar dalt fordítottak le. Fordításai az Egyesült Államokban is megjelentek, az Amerikanszki Szlovencov glász c. liberális lapban.